# سانتیاگو آمات
سانتیاگو آمات (اسپانیایی: Santiago Amat‎; ۲۲ ژوئن ۱۸۸۷ – ۵ نوامبر ۱۹۸۲) قایقران قایق بادبانی اهل اسپانیا بود.